# TRIXIE
TRIXIE Heimtierbedarf GmbH & Co. KG — німецька компанія, що виробляє товари та аксесуари для домашніх тварин. Заснована у 1974 році Бонніком Гансеном у Фленсбурзі. Головний офіс розташовується у комуні Тарп (Шлезвіг-Гольштейн).
Асортимент компанії представлений продукцією для домашніх тварин: собак, котів, гризунів, птахів, риб та рептилій. Продукція компанії продається у понад 80 країнах світу, в тому числі зазначені офіси в Україні та Росії. Штат компанії нараховує близько 350 співробітників.

## Історія
Компанія TRIXIE була заснована у 1974 році Бонніком Гансеном у Фленсбурзі, Німеччина. У 1976 році компанія переїхала у Ярплунд-Ведінг. У 1986 році компанія перебазувалась у нові приміщення в Ярплунд-Ведінзі із складської площею у 1 000 м² і 80 м² під офіси, а чисельність персонала складала 15 осіб.
У 1994 році розпочато експорт продукції в Росію. 1 січня 1998 року засновано TRIXIE Heimtierbedarf GmbH & Co. KG з управляючими директорами Бонніком Гансеном, Фолькером Гааком і Дірком Єссеном. До 2002 року відбулось розширення складських приміщень до 8 000 м², офісні приміщення збільшились до 700 м² а кількість персоналу зросла до 135 осіб. У 2002 році компанія переїхала у бізнес-парк в комуні Тарп (Шлезвіг-Гольштейн), де загальна площа склала 40 000 м², з яких 2 000 м² були виділені під офісні приміщення, а 13 000 м² — під складські.
У 2004 році були розширені загальних приміщень до 50 000 м², а складських — до 20 000 м², кількість працівників склала 185 осіб. У 2007 році розширено приміщення складу до 27 000 м². У 2008 році розширено площу ділянки до 60 000 м², складських приміщень до 34 000 м², кількість працівників налічувала 263. У червні 2009 року розпочато прямі поставки на територію Франції, у жовтні розширено лінійку продукції тераріумами для рептилій. У 2010 році кількість працівників склала понад 300 осіб.
У грудні 2011 році завершено будівництво нового складу: складські приміщення були збільшені на 9 000 м². Відкрито прямі поставки до Великої Британії. У 2012 році введено нову концепцію логістики з інвестиціями на суму понад 4 млн євро. У серпні 2013 року перейшов від активного управління на посаду голови у новостворену консультативну раду, а Гуннар Тессін і Герт Бандіксен стали зовнішніми членами ради. Фолькер Гаак і Дірк Єссен залишились на посаді керуючих директорів.
У 2015 році запропоновано проект з розширення складу з повністю автоматизованою системою зберігання товарів та створити додатковий офіс на 30 робочих місць. Кількість працівників склала 350 осіб.

## Діяльність
Головний офіс розташовується у комуні Тарп (Шлезвіг-Гольштейн). Штат компанії нараховує близько 300 співробітників. Роботу з клієнтами на території Німеччини та Австрії здійснюють 25 торгових представників і дві торгові фірми. Ще шість торгових представників займаються прямими поставками до Великої Британії. Сім представників працюють з французьким напрямком.
Продукція компанії продається у понад 80 країнах світу. Станом на 1 серпня 2023 року в розділі "TRIXIE International" міжнародного сайту компанії вказаний офіс в Росії.  Водночас розділ "новости" (укр. — "новини") російського сайту компанії, зазначеної реселером на той регіон, оновлювався протягом 2022 та 2023 року. 

## Продукція
Асортимент компанії налічує понад 6 000 найменувань, серед яких продукція для домашніх тварин: собак, котів, гризунів, птахів, риб та рептилій. В асортименті представлені: ласощі, м'які місця, амуніція, миски, туалети, одяг, кігтеточки, ножиці, пуходерки, гребінці, вітаміни, ветеринарні препарати, косметика, іграшки, акваріумістика, тераріумістика та інші товари.